# Austrocarabodes arrogans
Austrocarabodes arrogans är en kvalsterart som beskrevs av Pérez-Íñigo 1967. Austrocarabodes arrogans ingår i släktet Austrocarabodes och familjen Carabodidae. Inga underarter finns listade.